# Kyle Macy
Pour les articles homonymes, voir Macy.
Kyle Robert Macy (né le 9 avril 1957, à Fort Wayne, Indiana), est un ancien joueur et entraîneur de basket-ball américain et actuellement commentateur à la télévision. Il était récemment entraîneur de l'équipe de l'université d'État de Morehead. Il a joué sept saisons en NBA, aux Suns de Phoenix, aux Bulls de Chicago et aux Pacers de l'Indiana.

## Biographie
Macy a grandi à Peru, Indiana. Après son année freshman à l'université Purdue, Macy est transféré à l'université du Kentucky en 1976. Suivant les règles de la NCAA, il n'est donc pas éligible pour la saison 1976-1977 et démarre donc sa carrière à Kentucky en 1977. Macy est élu à trois reprises "All-America" et "All-SEC player". En 1978, son équipe remporte le titre de champion NCAA. Lors de son année senior en 1979-1980, il est nommé joueur de l'année de la "Southeastern Conference".

### Carrière professionnelle
Macy est sélectionné au 22e rang de la draft 1979 par les Suns de Phoenix, mais il devait encore effectuer une année universitaire. Macy dispute donc sa dernière saison à l'université et commence sa carrière avec les Suns en 1980. Macy passe conq saisons avec les Suns, pour des moyennes de 10,6 points et 4,0 passes décisives. Il passe ensuite une saison avec les Bulls de Chicago (1985-1986), puis les Pacers de l'Indiana (1986-1987) avant de quitter la NBA. Il évolue ensuite en Italie pour Dietor Bologna (1987-88) et Benetton Treviso (1988-90). Macy participa au premier concours du Three-Point Shootout du NBA All-Star en 1986.

### Carrière d'entraîneur
Macy fut entraîneur de l'équipe de la Morehead State University dans la « Ohio Valley Conference » durant neuf années. En 2003, Macy mena les Eagles à 20 victoires, le meilleur total depuis 19 ans. Cependant, la saison 2004-2005 fut moins réussie, Morehead ne parvenant pas à se qualifier pour le tournoi OVC. Après une saison 2005-2006 avec un bilan de 4 victoires - 23 défaites, Macy quitta l'équipe le 28 février 2006. Macy accepta quelque temps plus tard le poste d'entraîneur de l'équipe de tennis de Lexington Christian Academy. En novembre 2007, Macy est nommé General Manager des East Kentucky Miners, une nouvelle équipe de la Continental Basketball Association, située à Pikeville, Kentucky.
Macy était un excellent tireur de lancer francs durant sa carrière. Il détient toujours le record du meilleur pourcentage aux lancer-francs de l'université du Kentucky, et de celui de la franchise des Suns de Phoenix. Macy a continué à travailler dans cette voie en tant qu'entraîneur, ces équipes à Morehead State ont toujours été leaders de NCAA au pourcentage de lancer francs.